# (4703) Kagoshima
(4703) Kagoshima (1988 BL) – planetoida z pasa głównego asteroid okrążająca Słońce w ciągu 3,38 lat w średniej odległości 2,25 j.a. Odkryta 16 stycznia 1988 roku.